# Niewodnica Nargilewska

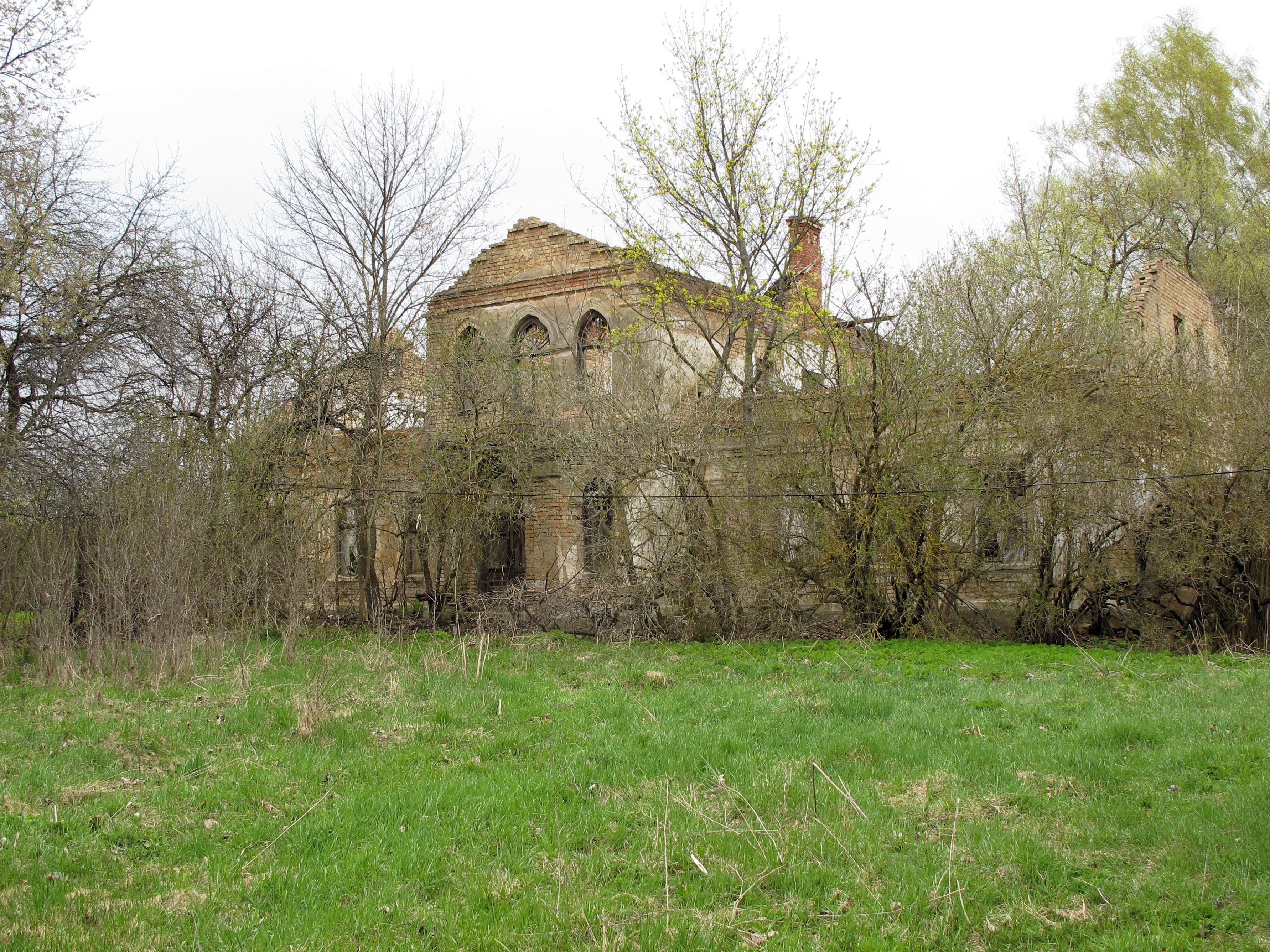
Ruiny pałacu Lewickich z 2. poł. XIX w

Niewodnica Nargilewska (dawn. Niewodnica Norgielewska) – wieś w Polsce położona w województwie podlaskim, w powiecie białostockim, w gminie Juchnowiec Kościelny.
W latach 1975–1998 miejscowość administracyjnie należała do województwa białostockiego. Wieś do czasów Rozbiorów leżała na terenie Korony niedaleko granicy z Wielkim Księstwem Litewskim.
W miejscowej gwarze pochodzenia białoruskiego nazwa wsi brzmiała Niewadzica Norgolewska, jednakże tuż po zakończeniu II wojny światowej większość posługujących się nią miejscowych Białorusinów przesiedlono do Związku Radzieckiego.
Wierni kościoła rzymskokatolickiego należą do parafii Świętej Trójcy w Juchnowcu.

## Zabytki
- zespół dworski:
  - dwór, 1906, nr rej.:641 z 13.04.1987
  - park, XVIII-XIX, nr rej.:648 z 29.03.1988[11].